# Velika Brda
Velika Brda so naselje v Občini Postojna.